# Sygnalizator powtarzający

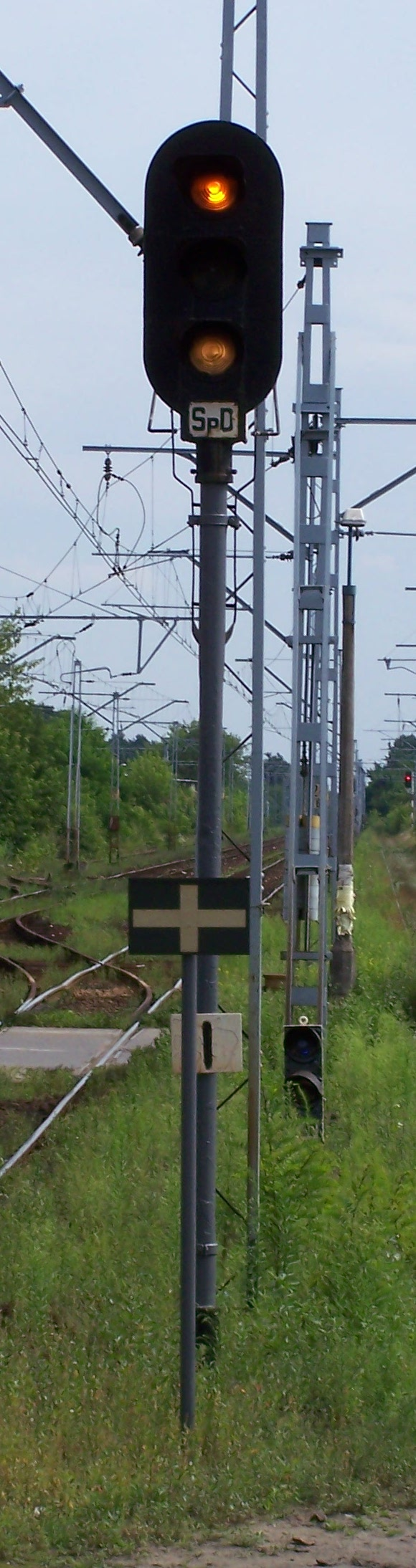
Sygnalizator powtarzający na stacji Warszawa Falenica

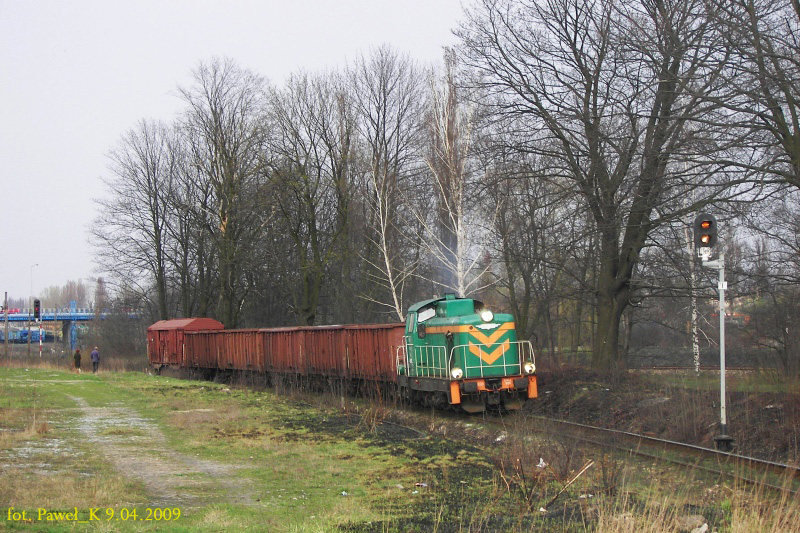
Sygnalizator powtarzający dwukomorowy

Sygnalizator powtarzający, pot. powtarzacz – kolejowe urządzenie sygnalizacyjne informujące o tym, jaki sygnał jest wyświetlany przez następny semafor.
Powtarzacze stosuje się tam, gdzie sam sygnał semafora mógłby być niewidoczny z wymaganej odległości – na szlaku najczęściej z powodu łuku przed semaforem, na stacji natomiast głównie ze względu na zasłonięcie semafora przez wiatę peronową (na przykład na stacjach Kraków Główny i Piła Główna), lub z powodu długiego łuku przed semaforem wyjazdowym (np. na stacjach Zaklików i Rzeczyca). Jeden semafor może mieć od jednego do trzech powtarzaczy. Powtarzacze są umieszczane po tej samej stronie toru co właściwy semafor. Sygnalizatorów powtarzających nie stosuje się na szlakach wyposażonych w SBL.
Z wyglądu powtarzacze przypominają semafory świetlne, nie mają jednak oznaczeń w postaci malowania słupa. Wyświetlany na nich sygnał jest analogiczny jak na tarczy ostrzegawczej, przy czym oprócz zielonego lub pomarańczowego światła, poniżej stale świeci się światło matowobiałe. Poniżej głowicy umieszczona jest tabliczka z kreskami oznaczającymi kolejność powtarzaczy (liczona od semafora) I,II oraz III. W zależności od warunków lokalnych istnieją także sygnalizatory powtarzające dwukomorowe ze światłami pomarańczowym i białym. Sygnalizatory takie mogą wyświetlać jedynie sygnały Sp1 oraz Sp4. Do odwołania można stosować wariant sygnału Sp3 "Semafor wskazuje sygnał zezwalający na jazdę ze zmniejszoną prędkością"
| Sygnały na powtarzaczach         | Sygnały na powtarzaczach                                                           | Sygnały na powtarzaczach                                                              | Sygnały na powtarzaczach                                                                         |
| -------------------------------- | ---------------------------------------------------------------------------------- | ------------------------------------------------------------------------------------- | ------------------------------------------------------------------------------------------------ |
| Sp1 Semafor wskazuje sygnał Stój | Sp2 Semafor wskazuje sygnał zezwalający na jazdę z największą dozwoloną prędkością | Sp3 Semafor wskazuje sygnał zezwalający na jazdę z prędkością ograniczoną do 100 km/h | Sp4 Semafor wskazuje sygnał zezwalający na jazdę z prędkością ograniczoną do 60 km/h lub 40 km/h |

| Sygnały stosowane do odwołania                                                                  | Sygnały stosowane do odwołania                                         |
| ----------------------------------------------------------------------------------------------- | ---------------------------------------------------------------------- |
| Sp3 jedno światło pomarańczowe, jedno białe i jedno zielone w jednym pionie zwrócone do pociągu | Semafor wskazuje sygnał zezwalający na jazdę ze zmniejszoną szybkością |